# 蘇雲梯
蘇雲梯（1863年1月12日—1908年1月7日），字士階，臺灣實業家、政治家，生於清治臺灣鳳山頭前溪（位於今日屏東縣屏東市）。曾任臺灣臨時糖務局糖務委員、南昌製糖社長及阿猴廳參事等職，是台灣日治時期重要的地方領導階層，並對臺灣南部製糖業的發展貢獻甚大:92。

## 生平
清同治二年（1863），蘇雲梯生於臺灣府鳳山縣港西里頭前溪庄。家族原籍福建漳州海澄，枝葉繁茂，蘇雲梯居同輩九兄弟之長:240。少年時讀過漢學，為廩生:240。甲午戰爭後，因安撫地方有功，在明治二十九年（1896）被日本政府拔擢為頭前溪庄庄長:321 。明治三十二年（1899），授配臺灣紳章，兩年後，成為阿猴廳參事:321。
蘇雲梯經營舊式糖部:92及煉瓦事業:321，他在明治三十五年（1902）臺灣臨時糖務局成立後擔任臺南分局糖務委員，負責臺灣南部製糖產業的規劃與開發。同時在日本政府政策鼓勵之下，他也出資投資新式糖廠，於明治三十六年（1903）年與萬丹富豪李仲義、打狗富商陳文遠等人建立了「南昌製糖會社」，由他出任社長。南昌製糖會社位在公館庄（今屏東市公館），為屏東平原上第一座新式糖廠；日本政府也將官有地數百甲交給蘇雲梯開墾，並補助其開墾費用:41。該會社數年後為日本企業所併購:42，且於臺灣製糖成立後，轉為公館莊製糖所:180。
明治四十一年（1908），位於歸來莊（今屏東市歸來）的屏東糖廠還未竣工時，蘇雲梯過世，享年四十六。

## 家族
弟蘇雲英（1870-1935），行三，明治三十二年（1899）被任命為頭前溪庄庄長，並在蘇雲梯過世後接任其阿猴廳參事之職。大正二年（1913），官拜阿猴區長，另有糖行主、臺灣商工銀行董事等身分:324。另有弟蘇雲龍（1884-1934）、蘇雲從等。
中華民國前行政院長、前屏東縣長蘇貞昌為其弟蘇雲英之孫。